# Liste der Staatssekretäre der Reichskanzlei
Die Liste der Staatssekretäre der Reichskanzlei bietet einen Überblick über die Inhaber des Amtes des Staatssekretärs in der Reichskanzlei, das heißt des Leiters der Reichskanzlei im behördenmäßigen Sinne, in der Zeit von 1918 bis 1945.
- Curt Baake: 9. November 1918 bis 2. März 1919
- Heinrich Albert: 3. März 1919 bis 24. Mai 1921
- Heinrich Hemmer: 3. August 1921 bis 22. November 1922
- Eduard Hamm: 24. November 1922 bis 13. August 1923
- Werner von Rheinbaben: 14. August 1923 bis 16. Oktober 1923
- Adolf Kempkes: 17. Oktober 1923 bis 5. Dezember 1923
- Franz Bracht: 6. Dezember 1923 bis 12. Dezember 1924
- Franz Kempner: 16. Januar 1925 bis 20. Juli 1926
- Hermann Pünder: 20. Juli 1926 bis 1. Juni 1932
- Erwin Planck: 2. Juni 1932 bis 29. Januar 1933
- Hans Heinrich Lammers: 30. Januar 1933 bis 8. Mai 1945 (ab 1937 Reichsminister)

## Nachgeordnete Staatssekretäre in der Reichskanzlei
Beamte in der Reichskanzlei, die den Rang eines Staatssekretärs hatten, ohne als mit der Leitung der Reichskanzlei beauftragter Staatssekretär zu amtieren, waren:
- Gerhard Klopfer ab 21. November 1942
- Friedrich Wilhelm Kritzinger ab 21. November 1942